# Cissanska biskupija
Cissanska biskupija, povijesna biskupija na tlu Hrvatske u ranom srednjem vijeku. Smještena je na zapadnoj obali poluotoka Istre. U svezi je s otokom Cissom iz djela Plinija Starijeg. Prema izvorima zna se za biskupe Vindemija, potpisnika akata sinoda u Gradu 579. (vrijeme Istarskog raskola, shizma "triju poglavlja") i Ursin. U pomorje između Brijuna i Rovinja smješta ga učena predaja prosvjetiteljstva. Smatra se da je postojala od sredine 6. stoljeća do 8. stoljeća. Prema predaji tad je Cissa potonula, a kao novo gradsko središte izrastao je Rovinj. Povijesna znanost podijeljena je u svezi s postojanjem Cisse i biskupije, zbog nesigurnog čitanja latinskog izvora, dio znanstvenika uvjeren je u postojanje, dok je dio bez izrazita stava kao Luigi Parentin, Bernardo Benussi, Giuseppe Cuscito.
Teritorij Cissanske biskupije obuhvaća današnja Porečka i Pulska biskupija.
Danas je to naslovna biskupija. Naslovni biskup je od 2. veljače 2019. Ante Jozić.

## Popis naslovnih biskupa[3]
- Anastasio Hurtado y Robles (13. srpnja 1970. – 31. prosinca 1970.)
- Eurico Kräutler (26. travnja 1971. – 26. svibnja 1978.)
- Alan Basil de Lastic (9. travnja 1979. – 2. srpnja 1984.)
- Leopold Nowak (12. veljače 1990. – 27. lipnja 1994.)
- Gilles Côté (3. veljače 1995. – 2. siječnja 1999.)
- András Veres (5. studenoga 1999. – 2. lipnja 2006.)
- Gianfranco Agostino Gardin, (10. srpnja 2006. – 1. studenoga 2007.)
- James Douglas Conley (10. travnja 2008. – 14. rujna 2012.)
- Gonzalo Alonso Calzada Guerrero (20. studenoga 2012. – 20. listopada 2018.)
- Ante Jozić (2. veljače 2019. – danas)

## Vanjske poveznice
- (eng.) Catholic-Hierarchy Cissa (Titular See)
- (nje.) Die Apostolische Nachfolge Titulare C